# Кубок Північної Ірландії з футболу 2011—2012
Кубок Північної Ірландії з футболу 2011–2012 — 132-й розіграш кубкового футбольного турніру в Північній Ірландії. Титул втретє поспіль здобув Лінфілд.

## Календар
| Раунд           | Дата                                             | Матчі | Клуби    |
| --------------- | ------------------------------------------------ | ----- | -------- |
| Перший раунд    | 17-24 вересня 2011                               | 35    | 117 → 82 |
| Другий раунд    | 22 жовтня 2011                                   | 20    | 82 → 62  |
| Третій раунд    | 19 листопада 2011                                | 10    | 62 → 52  |
| Четвертий раунд | 10 грудня 2011 - 7 січня 2012                    | 20    | 52 → 32  |
| 1/16 фіналу     | 14 січня 2012, 24 січня 2012 (перегравання)      | 16+2  | 32 → 16  |
| 1/8 фіналу      | 10-11 лютого 2012, 20 лютого 2012 (перегравання) | 8+1   | 16 → 8   |
| 1/4 фіналу      | 3 березня 2012, 12 березня 2012 (перегравання)   | 4+1   | 8 → 4    |
| 1/2 фіналу      | 31 березня - 4 квітня 2012                       | 2     | 4 → 2    |
| Фінал           | 5 травня 2012                                    | 1     | 2 → 1    |

## 1/16 фіналу
| Команда 1               | Рахунок | Команда 2                  |
| ----------------------- | ------- | -------------------------- |
| 14 січня 2012           |         |                            |
| Бенбрідж Таун (2)       | 0:1     | Ньюрі Сіті (2)             |
| Бангор (2)              | 2:4     | Баллімоні Юнайтед (3)      |
| Коа Юнайтед (3)         | 2:2     | Лофгол (2)                 |
| Дандела (3)             | 0:3     | Баллінамаллард Юнайтед (2) |
| Гленавон                | 2:1     | Портадаун                  |
| Ньюбілдінгс Юнайтед (5) | 4:1     | Данмаррі Рекреейшн (5)     |
| Кліфтонвілль            | 2:0     | Ардс (2)                   |
| Колрейн                 | 3:2     | Ларн Технікал Олд Бойс (5) |
| Крузейдерс              | 3:0     | Ворренпойнт Таун (2)       |
| Дергв'ю (2)             | 0:1     | Дерріегі Крікет Клаб (4)   |
| Данганнон Свіфтс        | 3:1     | Ларн (2)                   |
| Лісберн Дістіллері      | 1:2     | Балліміна Юнайтед          |
| Кіллимун Рейнджерс (3)  | 1:3     | Каррік Рейнджерс           |
| Інститут (2)            | 1:1     | Доунгал Селтік             |
| Гленторан               | 0:1     | Ньюінгтон Юс (4)           |
| Лінфілд                 | 7:1     | Балліклер Комрадс (3)      |

Перегравання
| Команда 1      | Рахунок | Команда 2       |
| -------------- | ------- | --------------- |
| 24 січня 2012  |         |                 |
| Доунгал Селтік | 1:0     | Інститут (2)    |
| Лофгол (2)     | 1:2     | Коа Юнайтед (3) |

## 1/8 фіналу
| Команда 1             | Рахунок | Команда 2                  |
| --------------------- | ------- | -------------------------- |
| 10 лютого 2012        |         |                            |
| Доунгал Селтік        | 1:0     | Кліфтонвілль               |
| 11 лютого 2012        |         |                            |
| Балліміна Юнайтед     | 3:1     | Дерріегі Крікет Клаб (4)   |
| Баллімоні Юнайтед (3) | 1:6     | Ньюрі Сіті (2)             |
| Колрейн               | 3:0     | Баллінамаллард Юнайтед (2) |
| Данганнон Свіфтс      | 3:0     | Ньюінгтон Юс (4)           |
| Гленавон              | 0:4     | Крузейдерс                 |
| Лінфілд               | 5:1     | Каррік Рейнджерс           |
| Коа Юнайтед (3)       | 1:1     | Ньюбілдінгс Юнайтед (5)    |

Перегравання
| Команда 1       | Рахунок | Команда 2               |
| --------------- | ------- | ----------------------- |
| 20 лютого 2012  |         |                         |
| Коа Юнайтед (3) | 4:1     | Ньюбілдінгс Юнайтед (5) |

## 1/4 фіналу
| Команда 1      | Рахунок | Команда 2         |
| -------------- | ------- | ----------------- |
| 3 березня 2012 |         |                   |
| Колрейн        | 0:2     | Крузейдерс        |
| Ньюрі Сіті (2) | +:-     | Балліміна Юнайтед |
| Доунгал Селтік | 1:1     | Данганнон Свіфтс  |
| Лінфілд        | 4:0     | Коа Юнайтед (3)   |

Перегравання
| Команда 1        | Рахунок | Команда 2      |
| ---------------- | ------- | -------------- |
| 12 березня 2012  |         |                |
| Данганнон Свіфтс | 1:0     | Доунгал Селтік |

## 1/2 фіналу
| Команда 1        | Рахунок | Команда 2  |
| ---------------- | ------- | ---------- |
| 31 березня 2012  |         |            |
| Данганнон Свіфтс | 0:1     | Крузейдерс |
| 6 квітня 2013    |         |            |
| Ньюрі Сіті (2)   | 0:7     | Лінфілд    |

## Фінал
| 5 травня 2012 16:30 (EEST) |

| Крузейдерс | 1:4      | Лінфілд                                     |
| ---------- | -------- | ------------------------------------------- |
| Коутс 56'  | Протокол | Макаллістер 28', 41' Карвілл 60' Малгрю 83' |

| Віндзор Парк, Белфаст Глядачів: 7 325 Арбітр: Реймонд Кренгл |